# Amt Katzwang
Amt Katzwang war ein mittelalterlicher und frühneuzeitlicher Verwaltungsbezirk des Zisterzienserklosters Ebrach mit Sitz in Katzwang, das heute ein Gemeindeteil der kreisfreien Stadt Nürnberg ist.

## Geschichte
Mitte des 12. Jahrhunderts wurde dem Kloster Ebrach von Herzog Friedrich von Rothenburg der Königshof Schwabach übertragen. 1281 erfolgte der Rückkauf durch König Rudolf I. mit Ausnahme der Pfarrkirche, des Widemshofes und des Mönchshofes. Das Kloster Ebrach wollte allerdings weiterhin seinen Einfluss bewahren. Das Kloster Ellwangen war bis dahin in der Gegend begütert. Diese Klostergüter erwarb Abt Hermann von Ebrach im Jahre 1296 für 470 Pfund Heller. Der Umfang entsprach ungefähr dem Pfarrsprengel von Katzwang. Eine genaue Auflistung der Orte ist nicht erhalten geblieben. Das Amt wurde im 15. Jahrhundert eingerichtet und 1803 im Zuge der Säkularisation aufgelöst.

## Umfang
Sämtliche Orte mit Ausnahme von Barthelmesaurach lagen im Fraischbezirk des ansbachischen Oberamtes Schwabach. Das Amt Katzwang hatte die Dorf- und Gemeindeherrschaft über Gaulnhofen, Greuth, Katzwang und Limbach.
Gegen Ende des 18. Jahrhunderts hatte es grundherrliche Ansprüche über 75 Anwesen, im Einzelnen (in Klammern ist die Zahl der Anwesen und die Gesamtzahl des Ortes angegeben):
- Unmittelbar: Barthelmesaurach (1/25), Gaulnhofen (6/8), Greuth (5/5), Gustenfelden (3/27), Katzwang (41/42), Kleinschwarzenlohe (1/24), Limbach (8/11), Nasbach (4/8), Penzendorf (1/17), Schwabach (3/484);
- Mittelbar: Kirche Katzwang: Katzwang (1/42).[2]